# Velika nagrada Monaka 1969
Velika nagrada Monaka 1969 je bila tretja dirka Svetovnega prvenstva Formule 1 v sezoni 1969. Odvijala se je 18. maja 1969.

## Rezultati

### Kvalifikacije
| Poz | Št | Dirkač               | Konstruktor     | Čas    | Zaostanek |
| --- | -- | -------------------- | --------------- | ------ | --------- |
| 1   | 7  | Jackie Stewart       | Matra-Ford      | 1:24,6 | —         |
| 2   | 11 | Chris Amon           | Ferrari         | 1:25,0 | +0,4      |
| 3   | 8  | Jean-Pierre Beltoise | Matra-Ford      | 1'25,4 | +0,8      |
| 4   | 1  | Graham Hill          | Lotus-Ford      | 1:25,8 | +1,2      |
| 5   | 9  | Jo Siffert           | Lotus-Ford      | 1:26,0 | +1,4      |
| 6   | 14 | John Surtees         | BRM             | 1:26,0 | +1,4      |
| 7   | 6  | Jacky Ickx           | Brabham-Ford    | 1:26,3 | +1,7      |
| 8   | 5  | Jack Brabham         | Brabham-Ford    | 1:26,4 | +1,8      |
| 9   | 16 | Piers Courage        | Brabham-Ford    | 1:26,4 | +1,8      |
| 10  | 2  | Richard Attwood      | Lotus-Ford      | 1:26,5 | +1,9      |
| 11  | 4  | Bruce McLaren        | McLaren-Ford    | 1:26,7 | +2,1      |
| 12  | 3  | Denny Hulme          | McLaren-Ford    | 1:26,8 | +2,2      |
| 13  | 15 | Jackie Oliver        | BRM             | 1:28,4 | +3,8      |
| 14  | 10 | Pedro Rodríguez      | BRM             | 1:30,5 | +5,9      |
| 15  | 17 | Silvio Moser         | Brabham-Ford    | 1:30,5 | +5,9      |
| 16  | 12 | Vic Elford           | Cooper-Maserati | 1:32,8 | +8,2      |

### Dirka
| Poz | Št | Dirkač               | Konstruktor     | Krogi | Čas/Odstop  | Št. m. | Toč |
| --- | -- | -------------------- | --------------- | ----- | ----------- | ------ | --- |
| 1   | 2  | Graham Hill          | Lotus-Ford      | 80    | 1:56:59,4   | 4      | 9   |
| 2   | 16 | Piers Courage        | Brabham-Ford    | 80    | + 17,3 s    | 9      | 6   |
| 3   | 9  | Jo Siffert           | Lotus-Ford      | 80    | + 34,6 s    | 5      | 4   |
| 4   | 2  | Richard Attwood      | Lotus-Ford      | 80    | + 52,9 s    | 10     | 3   |
| 5   | 4  | Bruce McLaren        | McLaren-Ford    | 79    | +1 krog     | 11     | 2   |
| 6   | 3  | Denny Hulme          | McLaren-Ford    | 78    | +2 kroga    | 12     | 1   |
| 7   | 12 | Vic Elford           | Cooper-Maserati | 74    | +6 krogov   | 16     |     |
| Ods | 6  | Jacky Ickx           | Brabham-Ford    | 48    | Vzmetenje   | 7      |     |
| Ods | 7  | Jackie Stewart       | Matra-Ford      | 22    | Pog. gred   | 1      |     |
| Ods | 8  | Jean-Pierre Beltoise | Matra-Ford      | 20    | Pog. gred   | 3      |     |
| Ods | 11 | Chris Amon           | Ferrari         | 16    | Diferencial | 2      |     |
| Ods | 10 | Pedro Rodriguez      | BRM             | 15    | Motor       | 14     |     |
| Ods | 17 | Silvio Moser         | Brabham-Ford    | 15    | Pog. gred   | 15     |     |
| Ods | 14 | John Surtees         | BRM             | 9     | Menjalnik   | 6      |     |
| Ods | 5  | Jack Brabham         | Brabham-Ford    | 9     | Trčenje     | 8      |     |
| Ods | 15 | Jackie Oliver        | BRM             | 0     | Trčenje     | 13     |     |